# 余白
余白（よはく）とは、文字通り余った白い部分。ただし漢字では余った白と表現するが、必ずしも余白の余った部分は白色ではない時もある。英語ではNegative spaceという。

## タイポグラフィにおける余白
タイポグラフィにおけるマージン（margin）はページの上下左右端に存在する余白である。
書籍には、写本等の手書きか印刷本かを問わず、版面を囲む上下左右端の余白がある。これがマージンである。

### 分類
位置によって以下のように呼び分けられる：
- 天（英: top edge; head）: 上部マージン。読み方は「てん」あるいは「あたま」。
- 地（英: tail edge）: 下部マージン。読み方は「ち」あるいは「けした」。
- ノド（英: back margin）: 綴じ目側マージン
- 小口（英: fore edge）: 小口側マージン

### 意義
余白には次のような存在理由がある。
- 本文の保護
  - 書物に印刷されている文字を汚さないようにするため[2]。欧米の図書館では中世の写本の閲覧をする場合、本文や彩飾部分に手を触れないよう予め注意を受けることがある[2]。
- 裁断からの保護
  - 製本時に本文を裁断から守るため[2]。ヨーロッパにみられる古書では再製本が繰り返されることが多かったため、そのたびに内側余白を除く余白のスペースは減じられた[2]。特に18世紀には本文の一部まで切り落とされた不注意な製本が多かったといわれる[2]。
- 傍注・側注
  - 著者などが傍注や側注を盛り込むため[2]。ヨーロッパでは中世の聖書注解書、哲学書、神学書などに多くみられる[2]。
- 装飾
  - 中世前期の福音書や中世後期の祈祷書には空白に紋章などの装飾を施すため余白を設けたものがあったが16世紀半ば以降に廃れた[2]。
- 訂正
  - 印刷術が普及する前の写本では転写時の本文の訂正に余白が利用された[2]。
- 蔵書銘
  - 書物の所有者などが所有権を示す記載（ownership inscription）をするのに余白が利用された[2]。

### 歴史
写本時代と印刷本の普及以後を比較すると一般的には写本時代のほうが書物の余白は大きかった。印刷本の普及以後は印刷紙を節約するため余白は相対的に減ったが不都合もあったため、大型版や白紙綴じ込み本などが出版されるようになった。大型版は通常版と印刷面は同一のサイズで大きく良質な紙に印刷したもので、17世紀にイギリスで出版されて以降、多くの大型版の書物が出版された。また、白紙綴じ込み本は印刷面の間に白紙を綴じ込んだもので、ヨーロッパで18世紀に出版された暦（almanac）の多くは白紙綴じ込み本であった。白紙を綴じ込んだ暦は判型は小さいまま書き込みの余白が必要だったため考え出されたものでポケット・ダイアリーのもとになった。

## 美術における余白

### 絵画
西洋画では背景を細密に描くことで科学的な目で空間を表現することが多かったのに対し、日本画では何も描かない余白で空間の遠さや広がりが表現された。 

### 陶器
有田焼や九谷焼など器の世界においても余白の手法が用いられることは多い。

#### 有田焼
有田焼の御三家、三右衛門の内、柿右衛門様式、今右衛門様式ではこの余白を特に意識され作陶される。

## 工業製品における余白
プロダクトデザインの分野においても余白の兼ね合いは重要視される。スマートフォンやPC、家具に到るまで洗練されたと感じる工業製品には必ずといっていいほどこの余白を意識したものづくりがなされている。